# سمكة السيجار
خِلْيُون أو سمكة السيجار (الاسم العلمي Cheilio inermis)، سمكة من رتبة الفرخيات وفصيلة لبروسية. موطنه منطقة المحيط الهادي الهندي والبحر الأحمر. موئله الشعاب المرجانية على عمق 30 م. يبلغ متوسط طوله إلى 35 سم، ويبلغ أقصى نمو له إلى 50 سم.